# Emilio Zola (film)
Emilio Zola (The Life of Emile Zola) è un film del 1937 diretto da William Dieterle. È il racconto della vita dello scrittore, polemista e giornalista francese, rielaborata con una considerevole dose di libertà rispetto al dato storico.

## Trama
Émile Zola è uno scrittore spiantato e bohémien, che vive in un sottotetto con l'amico pittore Paul Cézanne. Vorrebbe sposarsi con Alexandrine, ma non ha un soldo. Fatica a trovare un impiego stabile per via del contenuto dei suoi scritti (articoli, racconti, corrispondenze), giudicati pericolosi e sovversivi dalle pubbliche autorità.
Un giorno, assieme all'amico Cézanne, salva una giovane prostituta da una retata: udita la sua storia commovente, ne trae ispirazione per il primo romanzo, Nana, che in ragione del contenuto un po' scabroso per l'epoca riscuote un immediato quanto inatteso successo.
Di lì in poi, la vita di Émile cambia. Diventa uno scrittore affermato e prolifico, per quanto non sempre ben visto dalle autorità che non sopportano l'acuto senso di critica sociale, unito al forte e documentato realismo, dei suoi libri. Diventa anche ricco e ben inserito in società, cosa che il vecchio amico Cézanne gli rimprovera, convinto che con la pancia piena e lontano dalla realtà della strada un artista perda gran parte della sensibilità umana ed estetica. Il culmine dell'ascesa arriva con la proposta di cooptazione all'Académie de France.
Proprio in questo frangente, la vita di Émile è sconvolta dall'irruzione della moglie di Dreyfus che si rivolge a lui per salvare il marito.
Alfred Dreyfus era un ufficiale dell'esercito francese, accusato qualche anno prima di tradimento e spionaggio, a vantaggio dei tedeschi, e dopo un sommario processo condannato all'esilio (tra gli elementi che pesarono a suo carico c'era anche il fatto che fosse ebreo, ma il film dedica solo un fugace passaggio a questo elemento). La sua innocenza era stata successivamente documentata, ma lo Stato maggiore aveva insabbiato la cosa per non provocare uno scandalo. Il vero colpevole, il colonnello Esterhazy, era stato assolto; e Dreyfus era rimasto relegato oltre oceano. La moglie del poveretto si rivolge al noto scrittore quale estremo tentativo per riaprire il caso.
All'inizio Émile è estremamente scettico: non solo ha perso molto del suo senso critico nei confronti delle istituzioni, ma anche sa che il suo impegno in un caso così delicato politicamente potrebbe compromettere la sua cooptazione all'Académie. Ma la memoria del richiamo dell'amico Cézanne, nonché la lettura delle carte riservate portategli dalla signora Dreyfus, lo convincono ad impegnarsi in prima persona e a scrivere il suo famoso atto di accusa (J'accuse...') contro i vertici militari, in forma di lettera aperta al Presidente della Repubblica.
La reazione delle istituzioni è feroce: istigano moti popolari contro Zola e le sue opere vengono bruciate pubblicamente; e infine lo scrittore viene portato in giudizio (il celebre 'Affare Dreyfus').
Il processo occupa tutta la seconda parte del film. È una sfida lunga e complessa tra i sostenitori dell'accusa a Zola (i militari che avevano prima superficialmente condannato Dreyfus e poi insabbiato la verità che era emersa) e la difesa dello scrittore, sostenuta con veemenza dall'avvocato Labori, con l'aiuto di alcuni testi. Il tutto con la Presidenza della Corte evidentemente schierata a favore dei militari.
Alla fine, Zola viene condannato ad un anno di prigione. Sebbene inizialmente contrario, Zola decide di rifugiarsi a Londra, da cui continua la sua battaglia per la verità. E i frutti arrivano: il nuovo Ministro della guerra francese, ispirato dai corsivi di Zola, avvia un'indagine accurata e scopre tutta la trama delle falsità e delle coperture ordita dai militari. Il processo Dreyfus viene riaperto e la vittima riportata in patria.
Ironia della sorte, Zola muore per le esalazioni di ossido di carbonio della sua stufa proprio alla vigilia della cerimonia di riabilitazione di Dreyfus. Lo scrittore viene celebrato dagli amici, nel corso del funerale, come un grande esempio da seguire.

## Riconoscimenti
- 1938 - Premio Oscar
  - Miglior film alla Warner Bros.
  - Miglior attore non protagonista a Joseph Schildkraut
  - Migliore sceneggiatura non originale a Heinz Herald, Geza Herczeg e Norman Reilly Raine
  - Candidatura Migliore regia a William Dieterle
  - Candidatura Miglior aiuto regia a Russell Saunders
  - Candidatura Miglior attore protagonista a Paul Muni
  - Candidatura Miglior soggetto a Heinz Herald e Geza Herczeg
  - Candidatura Migliore scenografia a Anton Grot
  - Candidatura Miglior sonoro a Nathan Levinson
  - Candidatura Miglior colonna sonora a Leo F. Forbstein
- 1937 - New York Film Critics Circle Award
  - Miglior film
  - Miglior attore protagonista a Paul Muni

Nel 1937 il National Board of Review of Motion Pictures l'ha inserito nella lista dei migliori dieci film dell'anno.
Nel 2000 è stato scelto per la conservazione nel National Film Registry della Biblioteca del Congresso degli Stati Uniti.